# Bill Mallon
William James Mallon (Paterson, 2 febbraio 1952) è un medico, saggista e golfista statunitense.

## Biografia
Mallon ha studiato all'Università Duke e si è laureato con lode in matematica e fisica. Mentre presso la Duke ha giocato a golf collegiale, fu due volte All-American e partecipò due volto ad un torneo NCAA, vincendo in totale oltre 40 tornei amatoriali di cui due vittorie sia nel Massachusetts e New England Amateur Championships.
Mallon entrò nel PGA Tour nel 1975 e vi rimase fino al 1979, arrivando quattro volte nella top-10; la sua migliore posizione fu un 5º posto nel Tucson Open del 1977. Ha giocato nel US Open del 1977 ed è stato due volte nella top 100 della lista monetaria.
Dopo aver lasciato il PGA Tour, nel 1979 tornò alla Duke per studiare medicina, laureandosi nel 1984. Lavorò nel centro medico dell'Università tra il 1984 e il 1990 ed è ora Professore Associato di Ortopedia, oltre ad avere il proprio studio.
Mallon è anche una delle principali autorità sulla storia dei Giochi olimpici e ha scritto 24 libri  su questo argomento. Fu un cofondatore e presidente poi della Società internazionale degli storici olimpici ed è stato consulente storico per i comitati organizzatori di entrambe le Olimpiadi di Atlanta e di Sydney. Mallon è stato anche un consulente statistico del CIO ed è stato insignito dell'Ordine Olimpico in argento nel 2001 per i suoi servizi al movimento olimpico.

## Opere
- Quest for Gold. Leisure Press New York City 1984 ISBN 0-88011-217-4 (con Ian Buchanan)
- The Olympic Record Book. Taylor & Francis 1988 ISBN 0-8240-2948-8
- Who's Who der Olympischen Spiele 1896-1992. Agon-Sportverlag Kassel 1992 ISBN 3-928562-47-9 (con Erich Kamper)
- The Golf Doctor : How to Play a Better, Healthier Round of Golf. Macmillan 1996 ISBN 0-02-860853-4 (with Larry Dennis)
- Historical Dictionary of the Olympic Movement. Scarecrow Press 1996 ISBN 0-8108-3062-0 (con Ian Buchanan)
- The 1896 Olympic Games: Results for All Competitors in All Events. With Commentary. McFarland & Company, Jefferson (North Carolina) 1997. ISBN 0-7864-0379-9. (con Ture Widlund)
- The 1900 Olympic Games: Results for All Competitors in All Events. With Commentary. McFarland & Company, Jefferson (North Carolina) 1997. ISBN 0-7864-0378-0.
- The 1904 Olympic Games: Results for All Competitors in All Events. With Commentary. McFarland & Company, Jefferson (North Carolina) 1999. ISBN 0-7864-0550-3.
- The 1906 Olympic Games: Results for All Competitors in All Events. With Commentary. McFarland & Company, Jefferson (North Carolina) 1999. ISBN 0-7864-0551-1.
- The 1908 Olympic Games: Results for All Competitors in All Events. With Commentary. McFarland & Company, Jefferson (North Carolina) 2000. ISBN 0-7864-0598-8. (con Ian Buchanan)
- The 1912 Olympic Games: Results for All Competitors in All Events. With Commentary. McFarland & Company, Jefferson (North Carolina) 2001. ISBN 0-7864-1047-7. (con Ture Widlund)
- The 1920 Olympic Games: Results for All Competitors in All Events. With Commentary. McFarland & Company, Jefferson (North Carolina) 2003. ISBN 0-7864-1280-1. (con Anthony Bijkerk)
- Orthopaedics for the House Officer.Williams and Wilkins 2000 (con McNamara e Urbaniuk)
- Ernest Amory Codman: The End Result of a Life in Medicine. WB Saunders 1999